# Опера Земпер
Опера Земпер е оперната сграда на Саксонска държавна опера Дрезден и концертната зала на Държавен оркестър Дрезден.
Сградата се намира близо до брега на Елба в историческия стар център (на немски: Altstadt) на Дрезден, непосредствено до Цвингера и Дрезденския дворец-резиденция. Построена е по проект на Готфрид Земпер.
Откритата през 1841 г., сградата е разрушавана два пъти: през 1869 като резултат от пожар и през 1945 г. в резултат на бомбардировки.

## История
Идеята за създаването на операта принадлежи на крал Фридрих Август II, който поръчва строителството на архитект Готфрид Земпер, като строителството продължава от 1838 г. до 1841 г.
Операта се открива на 13 април 1841 г. с увертюра на Карл Мария фон Вебер и пиеса на Йохан Волфганг фон Гьоте. След една година за капелмайстор на операта е повикан
Рихард Вагнер. Той поставя тук премиерите на оперите Риенци, Летящият холандец и Танхойзер, както и дирижира.
В резултат на силен пожар през 1869 г., първото здание на дрезденската опера напълно изгаря.
Още през 1871 г. започва изграждането на новата опера, което е възложено отново на Готфрид Земпер Строителството се ръководи от Манфред Земпер, който е големият син на Готфрид Земпер. Готфрид Земпер консултира сина си по различни въпроси на строителството чрез писма. Тези писма помагат в края на 20 век за възстановяването на операта. Строителството е завършено през 1878 г. ката повторното откриване на операта става на 2 февруари 1878 г.
През Втората световна война операта продължава да работи. По време на бомбардировките на Дрезден на 13 февруари 1945 г., по време на които напълно е разрушен центъра на града силно е разрушена и сградата на операта като цели остават само стените и някои скулптури.